# Kattlammen
Kattlammen är en sjö i Nykvarns kommun i Södermanland och ingår i Tyresån-Trosaåns kustområde. Sjön är 8,8 meter djup, har en yta på 0,005 kvadratkilometer och är belägen 30 meter över havet.